# Wickede (Dortmund)
Wickede, Dortmund-Wickede – dzielnica miasta Dortmund w Niemczech, w kraju związkowym Nadrenia Północna-Westfalia, w okręgu administracyjnym Brackel.